# Valvetronic
Il sistema Valvetronic è una tecnologia sviluppata da BMW per il controllo dell'alzata delle valvole di aspirazione, capace di variare in modo continuo tali valori, passando da un'apertura della valvola di 0,25 mm ad un'apertura di 9,8 mm.

## Descrizione

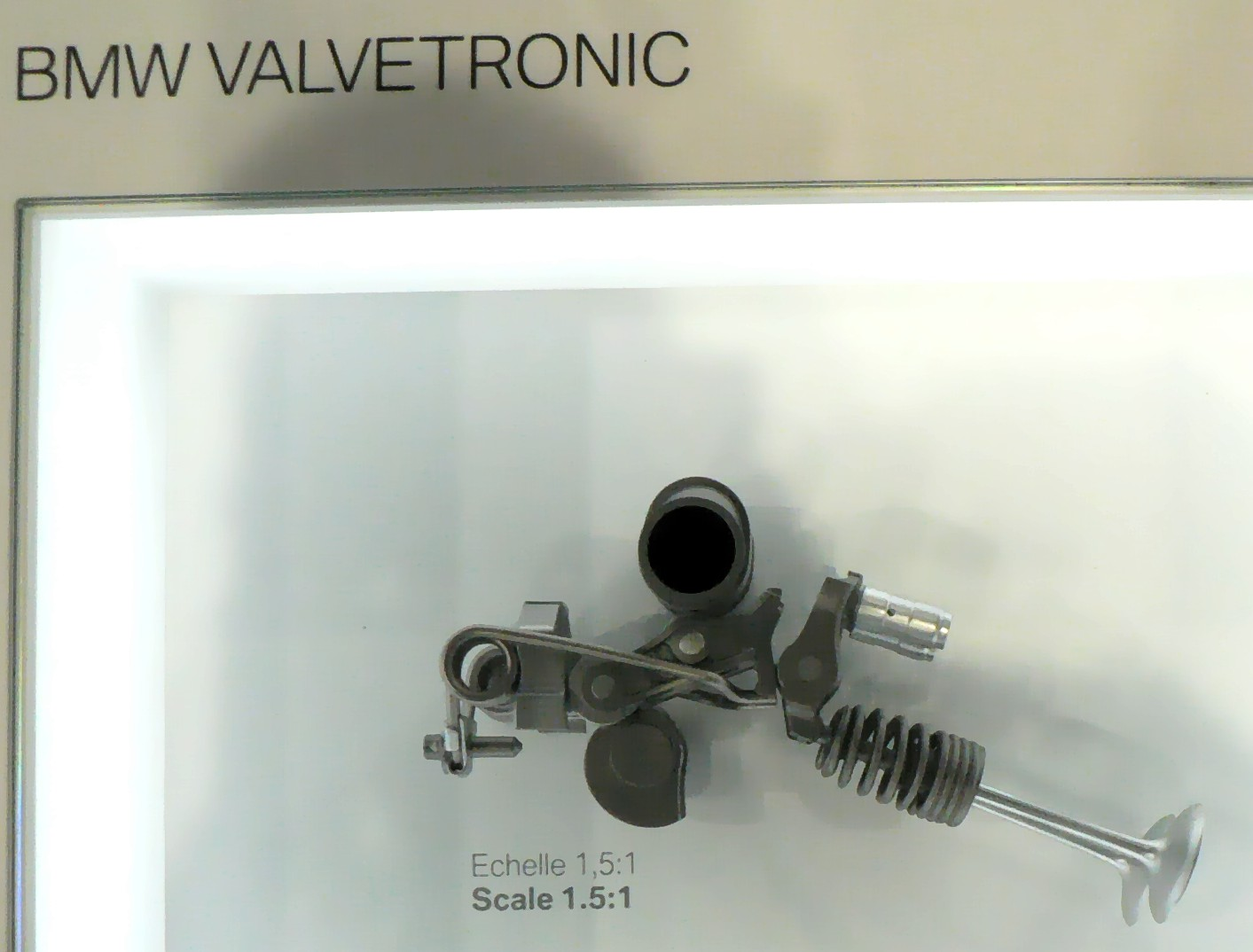
Valvola dotata del sistema Valvetronic

BMW dichiara che tale sistema di attuazione della fasatura delle valvole permette di ridurre notevolmente i consumi e di diminuire le emissioni inquinanti. Tale sistema, inoltre, ha la particolarità di non avere valvole a farfalla per regolare l'afflusso d'aria all'aspirazione, ma si affida completamente alla fine regolazione dell'alzata e della fasatura delle valvole di aspirazione per ottenere lo stesso risultato. L'assenza di corpi farfallati all'aspirazione riduce le perdite per ricambio fluido quindi il cosiddetto lavoro di pompaggio dell'aria aspirata dal motore, fatto positivo per i consumi di combustibile.

## Utilizzo

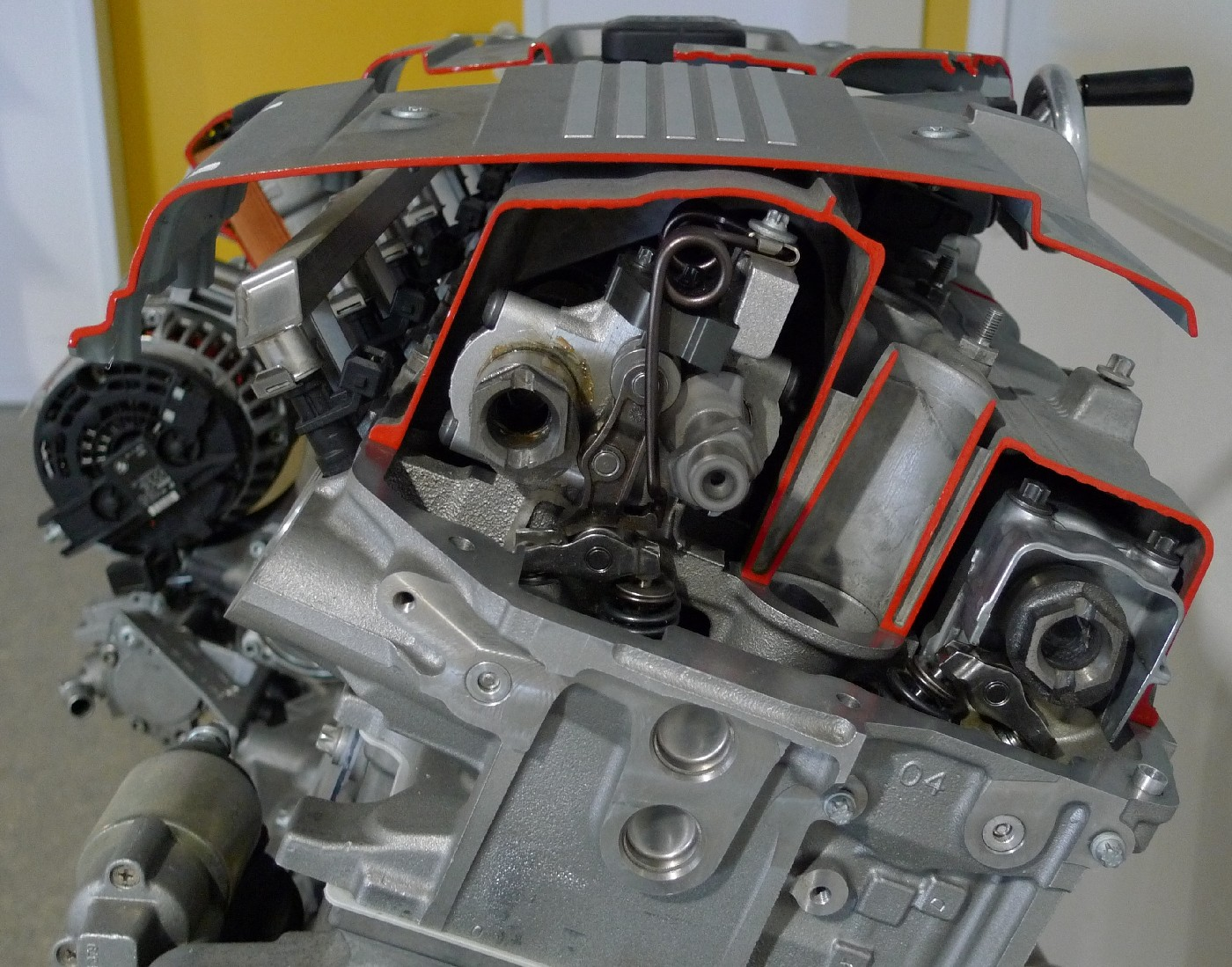
Sezione di un motore BMW N52; notare la valvola d'aspirazione sulla sinistra dotata del sistema Valvetronic

La sua prima introduzione è stata sulla 316ti del 2001, poi aggiunto su molti altri motori, dato che rafforza ulteriormente sia la potenza che l'efficienza su tutta la gamma dei regimi motore.
I sistemi Valvetronic non sono accoppiati all'High Precision Injection (benzina a iniezione diretta) solo sui motori N53 a 6 cilindri, per via della mancanza di spazio nella testata dei cilindri, o al N54B30 bi-turbo, mentre i sistemi Valvetronic sono accoppiati all'High Precision Injection sul motore N43.
Le testate con Valvetronic utilizzano un set di alberi a camme e bilancieri, chiamati intermedi (variatori d'apertura), che vengono posizionati tra la valvola e gli alberi a camme, questi alberi a camme sono azionati elettronicamente e modificano il comportamento del bilanciere, dato che modificandone il fulcro questi vengono più o meno azionati dall'albero a camme, portando anche a non far azionare le valvole dall'albero a camme.
Il sistema Valvetronic è stato limitato alle BMW per il mercato di massa, senza essere applicato alla serie di autovetture M ad alte prestazioni.